# Alexandre Nozal

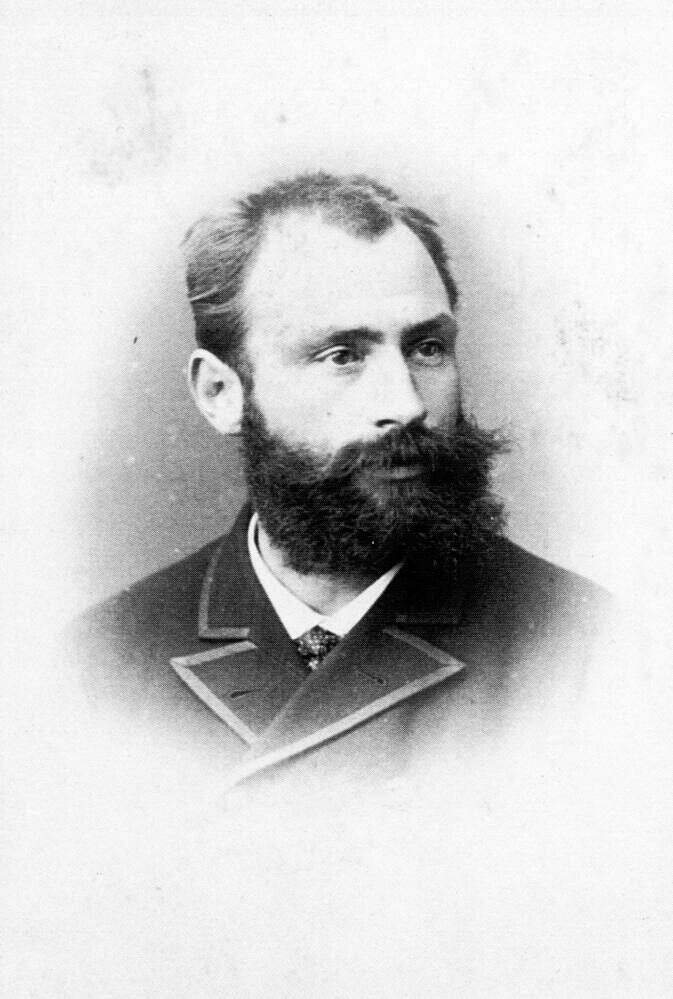
Alexandre Nozal (um 1885)

Alexandre Victor Nozal (* 7. August 1852 in Neuilly-sur-Seine; † 4. Februar 1929 in Paris) war ein französischer Maler. Sein Werk bewegt sich im Übergang vom Naturalismus zum Impressionismus.

## Biografie

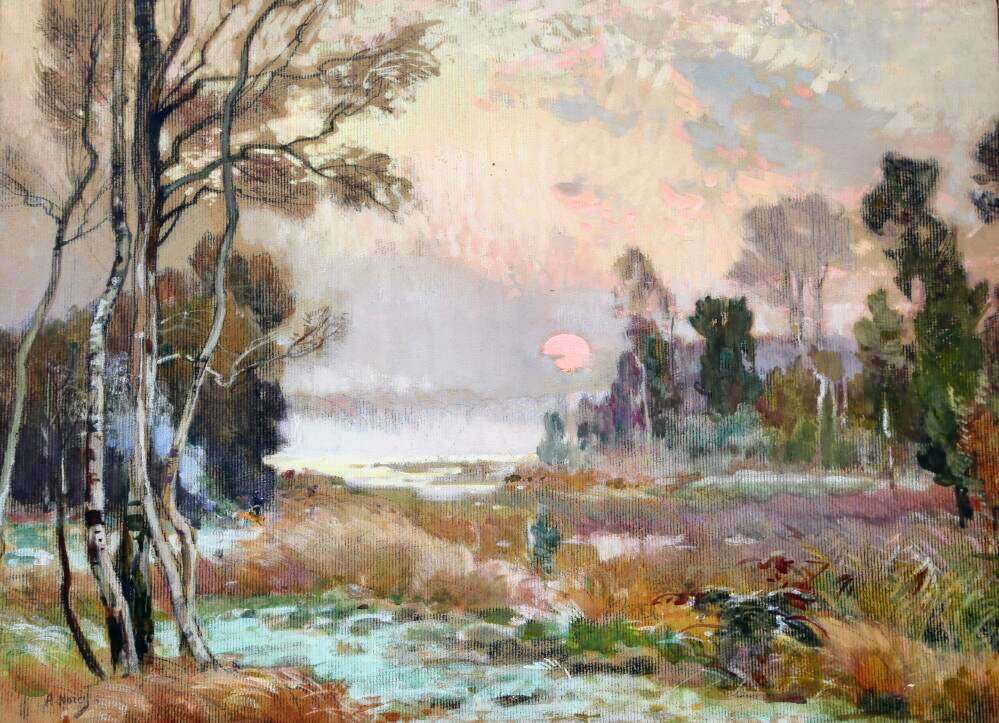
Paysage de la Brenne, Pastell

Alexandre Nozal war das jüngste der vier Kinder eines Holz- und Kohlenhändlers in Paris. Er wurde 1869 im Atelier des Malers Évariste-Vital Luminais eingeschrieben. Dieser ließ ihn die Landschaft Brenne entdecken, und das Bild Étang de la Brenne war das erste Gemälde, das Nozal im Salon de Paris von 1876 ausstellte.
Von nun an nahm Nozal bis 1929 jedes Jahr am Salon de Paris teil. Er vervollständigte seine Ausbildung bei Henri Harpignies, traf Camille Corot, Ernest Renan und Guy de Maupassant. Er wurde Mitglied der Gesellschaft französischer Künstler, der Gesellschaft französischer Pastellisten, Vorsitzender der Gesellschaft der Bergmaler von 1909 bis 1929. Er wurde mehrfach im Salon ausgezeichnet (1881, 1882, 1883, 1890), erhielt eine Bronzemedaille bei der Weltausstellung von 1889 und eine Silbermedaille auf der von 1900, erhielt 1895 den Orden der Ehrenlegion für seine Arbeit.

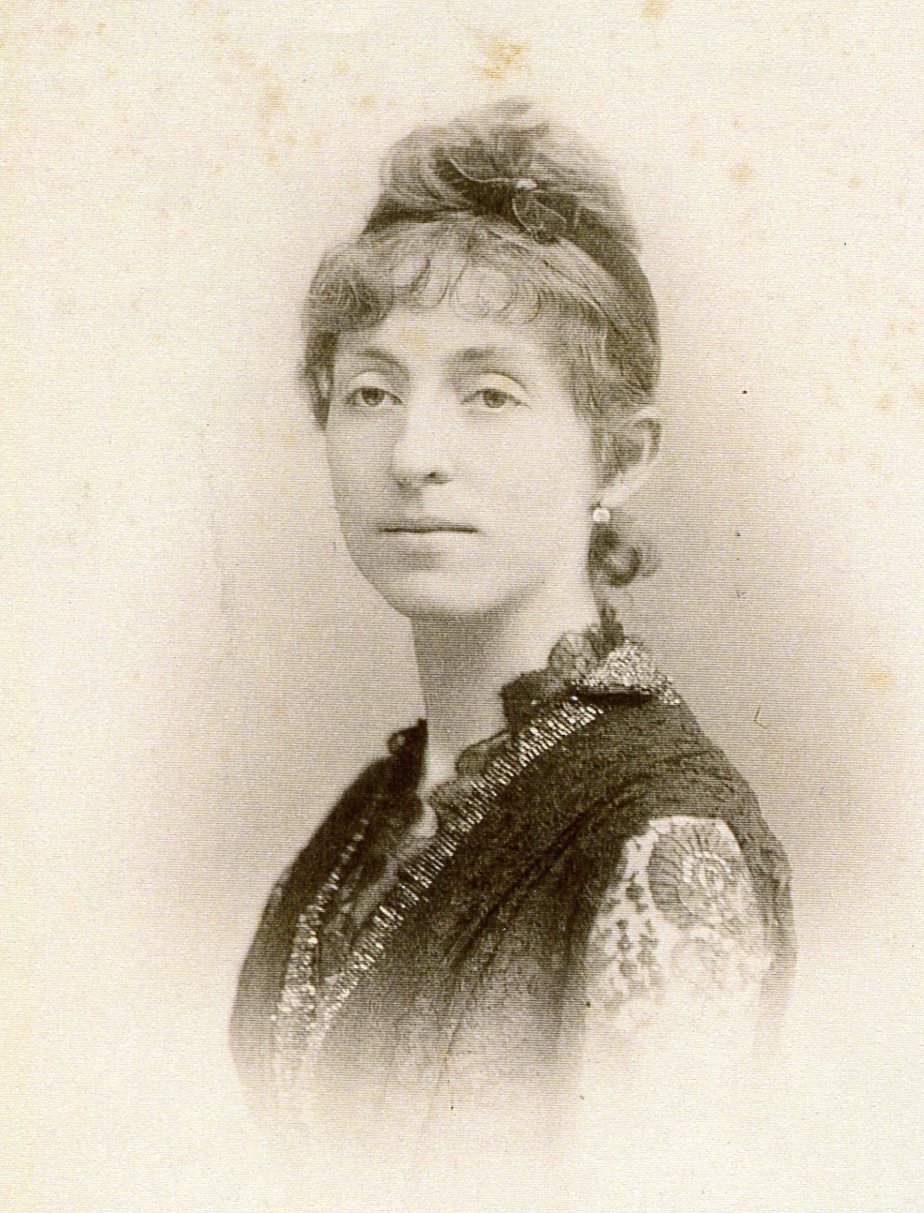
Jeanne Busquet (um 1885)

Nozal unterrichtete auch und hatte Henri Biva als Schüler. Er traf eine junge Studentin, Jeanne Busquet (1863–1895), die er 1884 heiratete und mit der er zwei Söhne hatte, Jacques (1885–1932) und Louis (1893–1968). Das Ehepaar malte gerne gemeinsam im Freien, Jeanne widmete sich ansonsten der Porträtmalerei. Der Tod seiner Frau an Tuberkulose im Jahr 1895 traf Nozal sehr und er heiratete nicht wieder. Die Malerei nahm ihn nun vollständig in Beschlag.
Alexandre Nozal starb am 4. Februar 1929 in Paris.